# Observatoire d'Armagh
L’Observatoire d’Armagh est un institut moderne de recherche en astronomie, basé à Armagh en Irlande du Nord, et doté d’un long passé historique. L’observatoire est peu éloigné du centre de la ville d’Armagh et proche du planétarium d’Armagh (en) situé sur un terrain de 16 hectares appelé Armagh Astropark. Il a été fondé en 1790 par Richard Robinson archevêque d’Armagh et est le deuxième observatoire en Irlande du Nord après l’Observatoire Dunsink en 1785.
Historiquement et scientifiquement parlant le travail le plus notable effectué à Armagh est dû à John Dreyer qui y élabora la plus grande partie de son New General Catalogue of Nebulae and Clusters of Stars. En 2007 à peu près 25 astronomes sont actifs à Armagh où ils étudient principalement l’astrophysique stellaire, le Soleil, le système solaire et le climat terrestre.